# Чхеидзе (княжеский род)
Чхеи́дзе (груз. ჩხეიძე) — грузинский и российский княжеский род, известный в Западной Грузии с X века. 

## История и описание

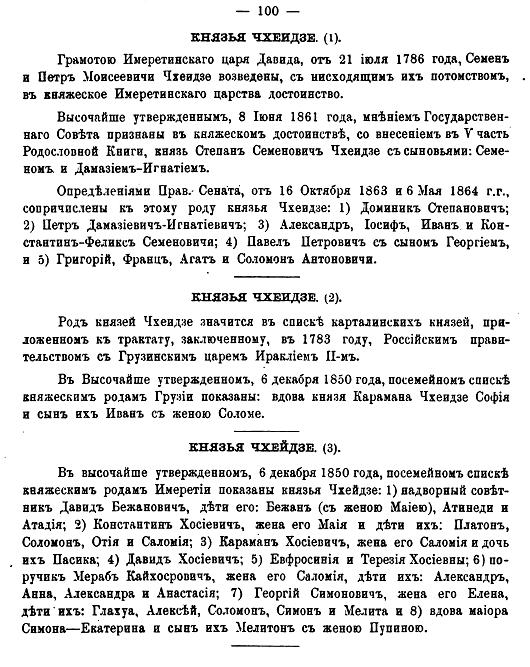
Лист из дореволюционного издания с описанием хронологии утверждения представителей рода Чхеидзе в княжеском достоинстве Российской империи.

Местом происхождения рода Чхеидзе является историческая область Самурзакан, где располагались связанные с ним и расположенные поблизости друг от друга сёла Бедиа и Агубедиа. Наиболее ранним известным представителем рода считается Герман (Чхеидзе), архиепископ Бедийский (чьё имя упоминается в источниках под 999 годом), кафедра которого располагалась в Бедийском соборе. Все эти локации сегодня располагаются на территории Абхазии. Абхазское произношение фамилии Чхеидзе — Чхотуа; проживающая в Абхазии ветвь рода сохранила эту фамилию вплоть до XX века (см. ниже). При этом, согласно родовой легенде, род Чхеидзе-Чхотуа имел византийское происхождение.
В XIX веке в княжеском достоинстве Российской империи были признаны три ветви рода Чхеидзе (под этой фамилией) и две боковые ветви рода (под другими фамилиями), итого пять ветвей:
- Собственно князья Чхеи́дзе (груз. ჩხეიძე) — три ветви рода. Титул подтверждён в 1850 году (для второй и третьей ветви) и 1861—64 годах (для первой).
- Князья Эристовы-Рачинские (груз. ერისთავი რაჭისა) — четвёртая ветвь. Титул подтверждён в 1850 году. Представители этой ветви рода в 1488—1768 годах (за некоторое время до присоединения Грузии к России) являлись наследственными наместниками (эристави) области Рача. О них см. в статье о князьях Эристовых.
- Князья Чхотуа ((груз. ჩხოტუა), (груз. ჩქოტუა) — пятая ветвь. Титул подтверждён в 1901 году. Эта ветвь рода проживала в Мингрелии и Абхазии. О них см. отдельную статью.